# 삼채
삼채(Hooker chives, garlic chives) 또는 뿌리부추는 부추속 식물이다. 미얀마, 부탄, 스리랑카, 인도, 중국 시난, 티베트가 원산이다.